# William Petersen
William Louis Petersen, (Evanston, Illinois, 21 de febrer de 1953) és un actor i productor estatunidenc, conegut per encarnar el personatge de Gil Grissom en la sèrie CSI: Crime Scene Investigation.

## Biografia
William L. Petersen neix a Evanston, just al nord de Chicago, d'un pare d'origen danès i d'una mare d'origen alemanya. Després d'haver estat diplomat pel Bishop Kelly High School a Boise, Idaho, Petersen estudia a la Universitat d'Idaho, on ha obtingut una beca per pertànyer a l'equip de futbol. És allà on descobreix el teatre. Més tard, després d'haver-se traslladat a Chicago, es va fer membre de la Steppenwolf Theatre Company. Efectua, al començament dels anys 1970, una estada a Arrasate (Guipúscoa, País Basc) per seguir el seu professor d'art dramàtic i per perfeccionar els seus talents d'actor. Descobreix i aprèn castellà. Posarà a la seva filla un nom basc: Maite («estimada» en basc).

## Carrera
De tornada als Estats Units, treballa moltes vegades en petites produccions abans que s'hi en ell Michael Mann, que el fa debutar en el cinema el 1981 a la seva pel·lícula Thief. Petersen roda llavors per a William Friedkin a Viure i morir a Los Angeles (1985) al costat de Willem Dafoe i apareix en un episodi de la Cinquena Dimensió el 1986.
Sempre el 1986, retroba Michael Mann per encarnar el personatge de Will Graham en El Sisè Sentit, inspirat en la novel·la Drac vermell (primera aparició en el cinema del personatge d'Hannibal Lecter).
En els anys 1990, Petersen actua a diverses pel·lícules, com Young Guns 2 (1990), Hard Promises (1991), Passed Away (1992) o Fear (1996). Més recentment, el 2000, apareix a The Skulls de Rob Cohen.
El pas a la televisió li reportarà una notorietat internacional. L'actor actua en principi el 1993 a Return to Lonesome Dove, la continuació d'una mini-sèrie de finals dels anys 1980.
I sobretot, a partir de 2001, encarna Gil Grissom, responsable de l'equip de nit de la policia científica de Las Vegas a CSI: Crime Scene Investigation, la sèrie de televisió més vista al món el 2007.
Deixa la sèrie en l'episodi 10 de la temporada 9, reemplaçat per Laurence Fishburne.
L'emissió Consagrada Vesprada del 16 de desembre de 2009, fa pensar que tornarà a la sèrie i parla d'una pel·lícula que es desenvoluparia a Las Vegas i a París. Un contacte hauria estat establert amb Jean Reno, per al paper d'un inspector francès. Però Carol Meldensohn, la productora de la sèrie, ha desmentit després aquest rumor.

## Vida privada
William L. Petersen ha estat casat amb Joanne Brady de 1974 a 1981. La seva filla Maite els ha donat un net, Mazrik William. El 2003, Petersen s'ha casat de nou amb la seva antiga companya, Gina Cirone.
Les seves passions són les obres de Shakespeare, la lectura, la història i el beisbol.

## Filmografia

### Cinema
Llista no exhaustiva
- 1981: Lladre (Thief) de Michael Mann: Katz / Jammer Bartender
- 1985: Viure i morir a Los Angeles (To Live and Die in L.A.) de William Friedkin: Richard Chance
- 1986: Manhunter de Michael Mann: William «Will» Graham
- 1987: Amazing Grace and Chuck de Mike Newell: Russell
- 1989: Un punt d'infidelitat (Cousins) de Joel Schumacher: Tom Hardy
- 1990: Young Guns II de Geoff Murphy: Patrick "Pat" Garrett
- 1991: Hard Promises de Martin Davidson: Joey
- 1992: Passed Away de Charlie Peters: Frank Scanlan
- 1996: Fear de James Foley: Steve Walker
- 1996: Mulholland Falls de Lee Tamahori: Jack Flynn, el mafiós
- 1998: Gunshy de Jeff Celentano: Jake Bridges
- 1999: Kiss the Sky de Roger Young: Jeff
- 2000: The skulls. Societat secreta (The Skulls) de Rob Cohen: Ames Levritt
- 2001: Candidata al poder (The Contender) de Rod Lurie: el governador Jack Hathaway

### Televisió
- 1993: Return to Lonesome Dove de Mike Robe: Gideon Walker
- 1996: The Beast de Jeff Bleckner: Whip Dalton
- 2000-2009: CSI: Crime Scene Investigation, sèrie, temporades 1 a 9: l'investigador «Gil» Gilbert Grissom